# Klosterkirche Rohr (Niederbayern)

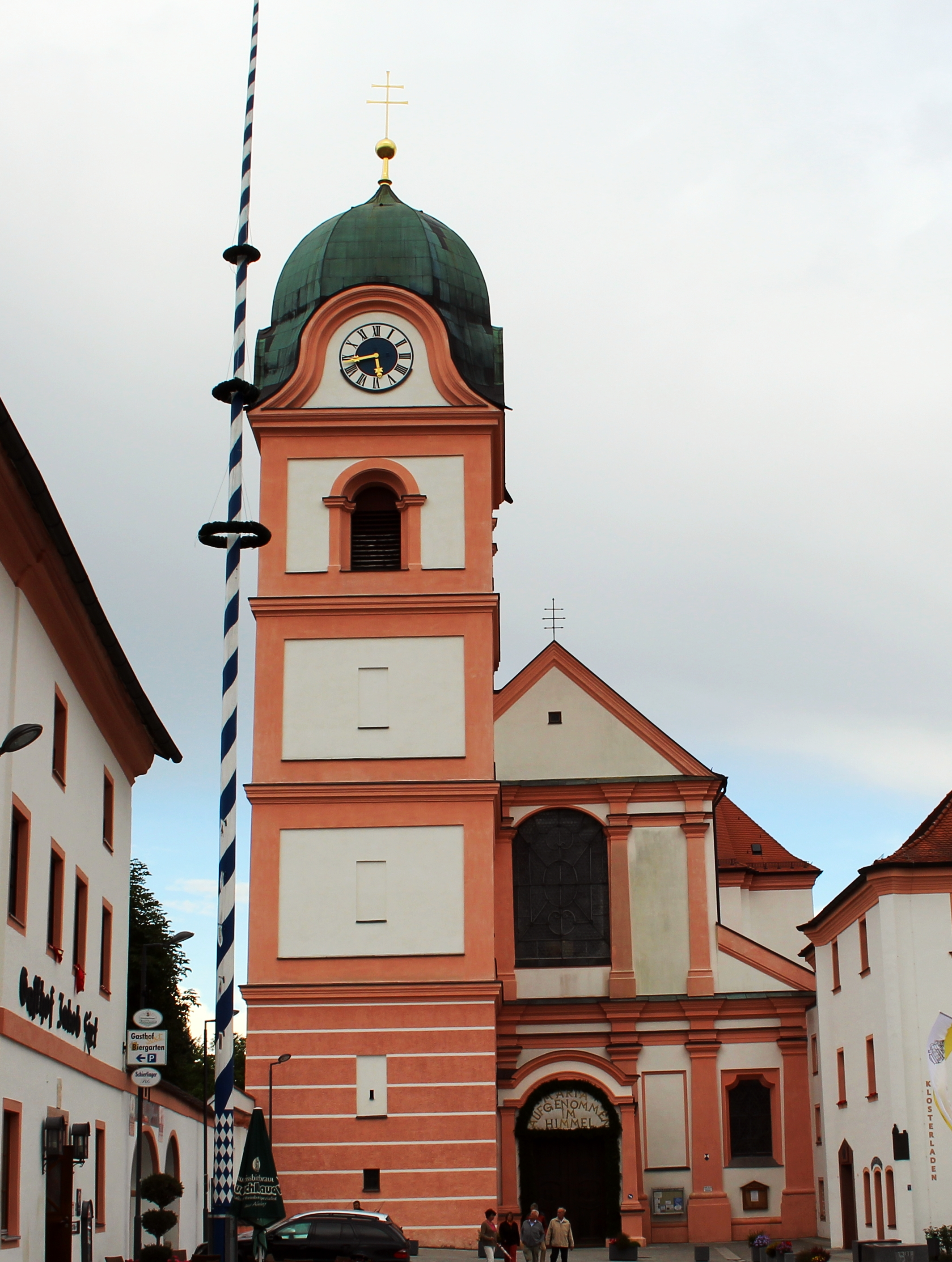
Außenansicht der Asamkirche Rohr

Die römisch-katholische Asamkirche (offiziell St. Mariä Himmelfahrt) im Markt Rohr in Niederbayern ist die Abteikirche des örtlichen Benediktinerordens und zugleich die Pfarrkirche für den Markt Rohr und die umliegenden Gemeinden. Die barocke Kirche entstand zwischen 1717 und 1723 nach den Plänen von Egid Quirin Asam. Von diesem stammt auch der Hochaltar mit einer plastischen Darstellung der Himmelfahrt Mariens als „theatrum sacrum“.

## Geschichte

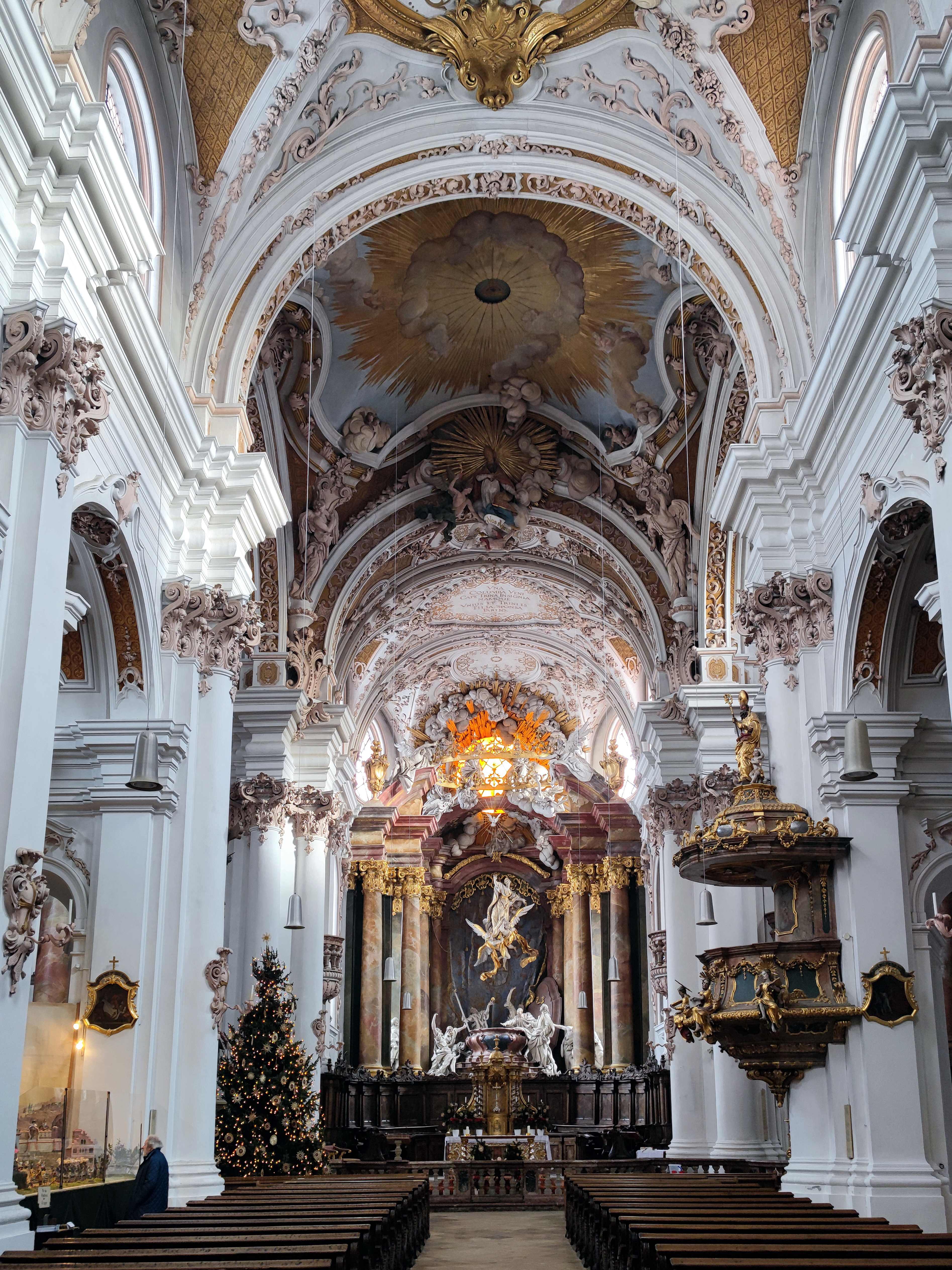
Innenansicht der Asamkirche Rohr

Kurz nach der Gründung des Augustiner-Chorherrenstifts in Rohr im Jahre 1133 dürfte an der Stelle der heutigen Kirche eine romanische Basilika mit einem massigen freistehenden Turm entstanden sein. Diese wurde ab 1438 restauriert und im spätgotischen Stil umgestaltet. Dabei erhielten die romanischen Rundbogenfenster Spitzbögen, die drei Kirchenschiffe wurden im zeittypischen Stil eingewölbt und die romanische Apsis durch einen eingezogenen, tiefen und polygonal geschlossenen Chor ersetzt. In den Jahren 1618 bis 1620 erhielt die Stiftskirche eine barocke Ausstattung und Stuckierung.
Nachdem das Kloster Rohr samt der Stiftskirche im Jahr 1632, also während des Dreißigjährigen Krieges, zerstört wurde, erholte es sich nach dem Westfälischen Frieden von 1648 erst langsam wieder. In der 48-jährigen Amtszeit von Propst Patritius von Heydon (1682–1730) entstand die Klosterkirche neu. Die Arbeiten an dem barocken Kirchengebäude dauerten von 1717 bis 1723. Architekt und wichtigster Ausstatter der Kirche war der zu Baubeginn erst 25-jährige Egid Quirin Asam, der in Rohr sein erstes eigenständiges Werk schuf, welches zugleich als eines seiner besten gilt. Von ihm stammt auch der Hochaltar mit einer plastischen Darstellung der Himmelfahrt Mariens als „theatrum sacrum“. Ausführende Baumeister waren der aus Wessobrunn stammende Maurermeister und Stuckateur Joseph Baader, welcher 1721 verstarb, und sein Sohn Martin Baader. Auch Egid Quirins Bruder Cosmas Damian Asam war mit zwei Altargemälden und eventuell weiteren Bildwerken in der Entstehungszeit der Kirche beteiligt.
Durch die Auflösung des Klosters 1803 im Zuge der Säkularisation wurde die Klosterkirche zur Pfarrkirche und blieb daher – im Gegensatz zum größten Teil der Konventgebäude – erhalten. Lediglich die bereits 1452 erbaute Heilig-Geist-Kapelle, die Grablege der Abensberger Grafen und der Rohrer Pröpste, wurde zerstört. Seit sich 1946 heimatvertriebene Benediktinermönche aus dem böhmischen Stift Braunau in Rohr niederließen, sind auch die Konventgebäude wieder mit Leben erfüllt. Die Benediktiner widmen sich seither neben ihren klösterlichen Aufgaben und dem Schulbetrieb auch wieder der Pfarrseelsorge in Rohr. Seit 2008 wird auch die Pfarrei Laaberberg vom Kloster Rohr aus seelsorgerisch betreut. In den Jahren 1972 bis 1987 wurden letztmals umfangreiche Restaurierungsmaßnahmen in der Klosterkirche vorgenommen. Unter anderem hat man dabei den Lettner entfernt, welcher den Chorraum, der Priestern und Mönchen vorbehalten war, vom übrigen Kirchenraum trennte.

## Architektur

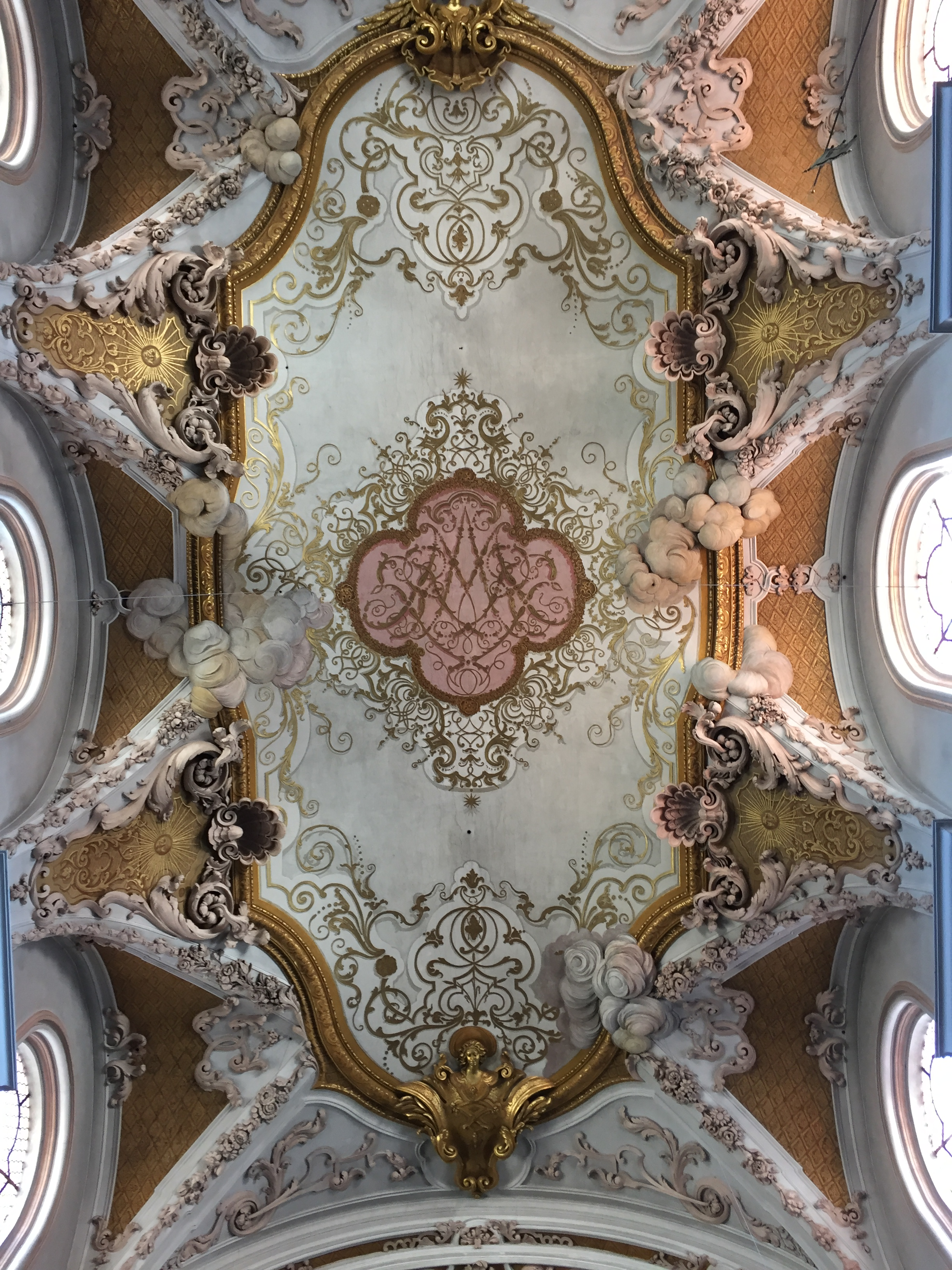
Deckenfresko im Mittelschiff

Die Klosterkirche Rohr ist ein Zentralbau, der – ausgehend von der Vierung – aus Langhaus mit Seitenkapellen im Westen, geostetem Chor und Querschiff in Nord-Süd-Ausrichtung besteht. Der Grundriss zeigt somit eine deutliche Kreuzform. Durch die niedrigeren Anbauten der Seitenkapellen am Langhaus entsteht jedoch – vor allem von der Westseite aus gesehen – der Eindruck einer basilikalen Bauform. Die Westfassade bildet zudem die Schauseite der Kirche zur Straße hin. Die linke Seite der Schaufassade wird jedoch von dem wuchtigen Kirchturm verdeckt. Dieser war ursprünglich freistehend, wurde durch ein zusätzliches kürzeres Joch auf der Westseite des Langhauses bei dem barocken Neubau in den Kirchenbau integriert. Die Untergeschosse stammen noch aus romanischer Zeit, der barocke Helm und der mächtige Glockenstuhl wurden 1696 bzw. 1697 errichtet. Die Westfassade ist durch Pilaster und Gesimse gegliedert, wobei letztere eine Aufteilung in zwei Geschosse und einen Dreiecksgiebel als oberen Abschluss bewirken. Im unteren Geschoss befindet sich das segmentbogige Portal, im oberen Geschoss ein etwa formgleiches Fenster, welches den dahinter liegenden Orgelprospekt beleuchtet.
Das Langhaus mit einer Länge von rund 23 Metern und einer Breite von knapp 19 Metern inklusive der Seitenschiffe enthält ein dreijochiges Tonnengewölbe mit Stichkappen. Die Orgelempore auf der Westseite ist einem vierten, kürzeren Joch untergebracht. Der Übergang zu dem Gewölbe mit einer Scheitelhöhe von 18,65 Metern erfolgt oberhalb eines aufwändigen, mehrfach abgesetzten Gesimses. Die sechs Seitenkapellen zwischen den Pilastern des Mittelschiffes öffnen sich über rundbogige Durchgänge und verfügen dementsprechend über Tonnengewölbe in Querrichtung. Sie sind mit ebenfalls rundbogigen Öffnungen untereinander verbunden, wobei die beiden vorderen Seitenkapellen über einen schrägen Durchgang zum Querschiff verfügen. Die beiden Querarme erstrecken sich ausgehend von der Vierung etwa 7,5 Meter nach Norden und Süden, wo sie jeweils mit einem Seitenaltar abschließen. Wegen der unmittelbar anschließenden Konventgebäude ist der rechte Querarm fensterlos. Der Chor mit halbrunder Apsis verfügt ebenfalls über eine Stichkappentonne und wird von dem Hochaltar dominiert. An den Ecken der Vierung befinden sich jeweils Paare von Dreiviertelsäulen, welche die für die Brüder Asam typischen nach oben gerollten Voluten aufweisen. Letztere finden sich auch an den Pilastern im Langhaus.

## Ausstattung

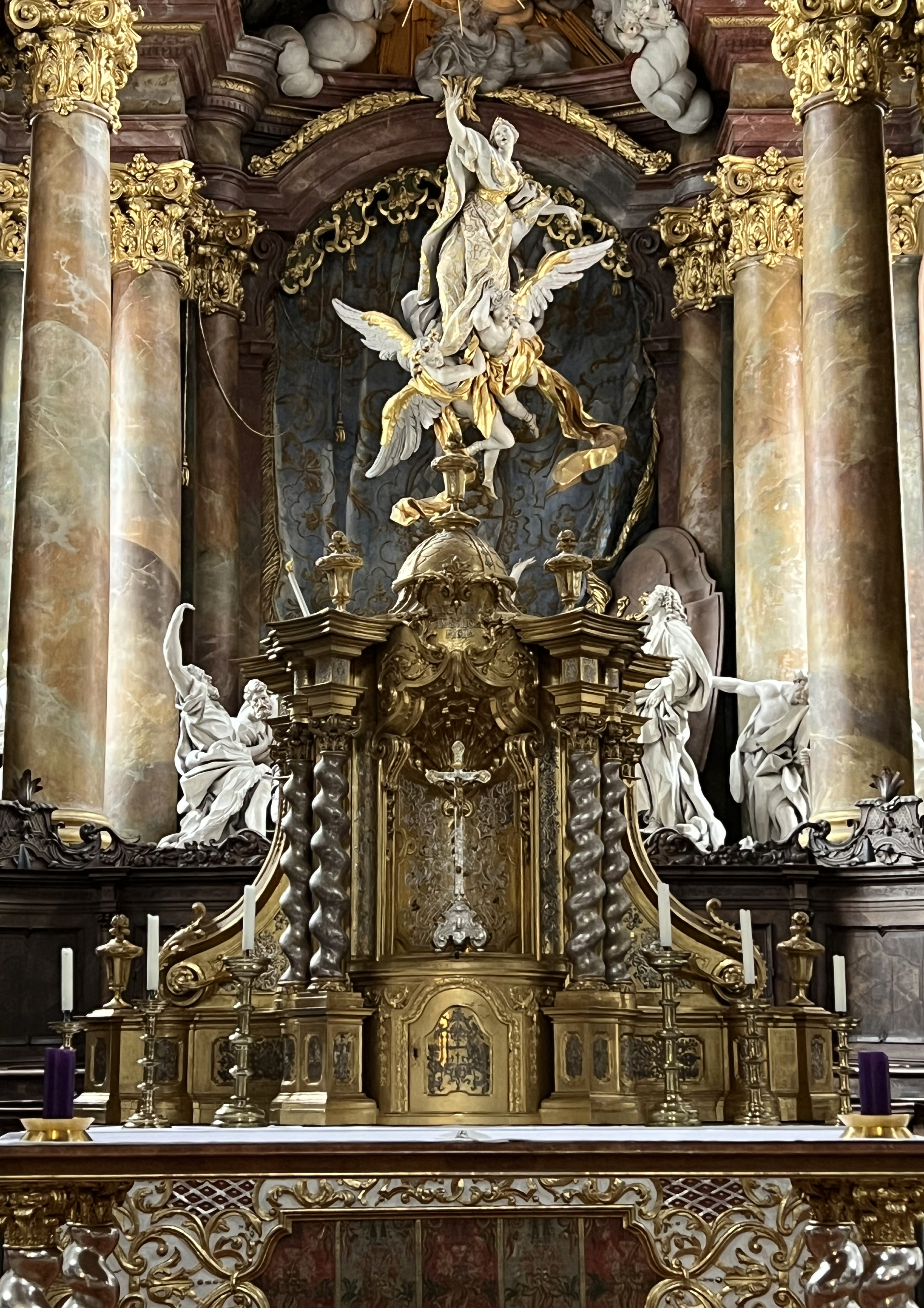
Hochaltar mit Darstellung der Himmelfahrt Mariens

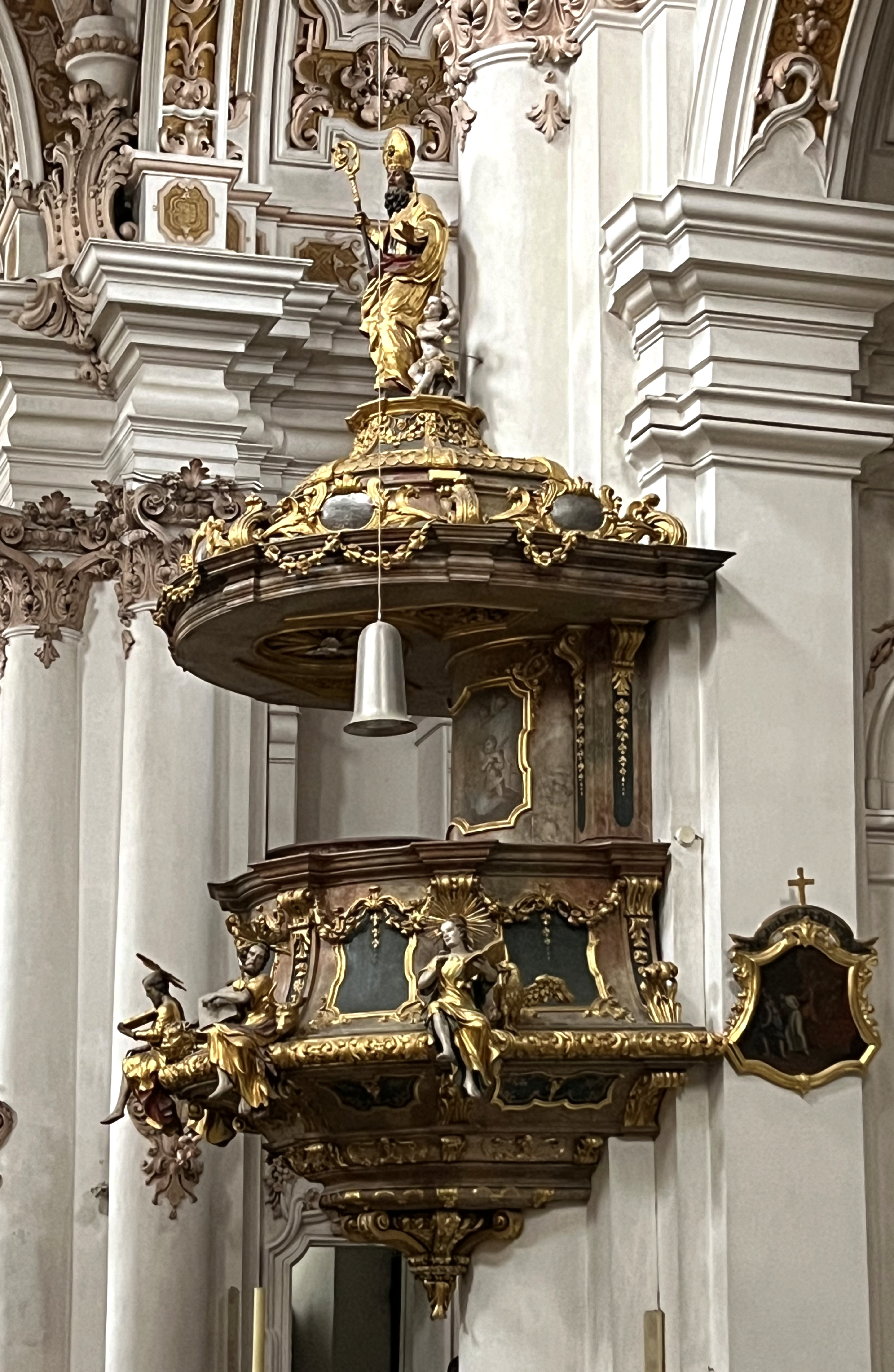
Kanzel

Zentrales und dominantes Ausstattungsstück, auf das der gesamte Kirchenraum ausgerichtet zu sein scheint, ist der Hochaltaraufbau aus dem Jahr 1723 mit einer plastischen Darstellung der Himmelfahrt Mariens als „theatrum sacrum“. Der Aufbau mit einer Sockelhöhe von drei Metern passt sich der Apsisrundung an und besitzt so eine Tiefe von sechs Metern. Er wird flankiert von Rotmarmorsäulen und schließt nach oben segmentbogig ab. Zwischen den Säulengruppen nimmt unten der leere Sarkophag Mariens die gesamte Breite ein. Rundum befinden sich Stuckfiguren von Thomas, Johannes und mehreren anderen Aposteln, die Mariä Himmelfahrt staunend und erregt betrachten. Die Gottesmutter selbst, ebenfalls als Stuckfigur dargestellt, wird vor einem stuckmodellierten blauen Brokatvorhang mit dem Bayernwappen scheinbar von Engeln zum Himmel emporgehoben. Der obere Teil des Altares stellt den Himmel dar; er wird von einem rückwärtigen goldenen Fenster vor allem in der Morgensonne beleuchtet, davon ausgehende golden bemalte Stuckstrahlen verstärken diesen Effekt noch. Vor diesem Hintergrund sind Gott Vater und Gott Sohn zu sehen, die für die kommende Himmelskönigin eine Krone bereithalten. Darunter kann man eine Taube als Symbol der Heiligen Geistes erkennen, die in ihrem Schnabel den Brautring Mariens bereithält. Die an einem dem Betrachter nicht sichtbaren Träger befestigte schwebende Skulpturengruppe erinnert in ihren Umrissen je nach Blickwinkel an ein Kreuz, einen Anker oder ein Herz, worin sich die in (1. Kor 13,13 ) gepriesene Trias aus Glaube, Hoffnung und Liebe widerspiegelt; ein in der Barockzeit sehr beliebtes Motiv, das man z. B. auch in St-Sulpice zu Paris als Skulpturenarrangement findet.
Vor diesem Altaraufbau befindet sich das hufeisenförmige Chorgestühl der Mönche, das von aufwändigen Schnitzereien bekrönt wird. Davor wiederum befindet sich der eigentliche, reich verzierte und vergoldete Hochaltar, der auch den Tabernakel enthält. Im Gegensatz zu dem liturgisch funktionslosen rückwärtigen Aufbau ist dieser Altar eher klein gehalten. Zwei gewundene Säulenpaare und ein kleiner Altaraufbau mit zwei außen liegenden Voluten tragen einen Aufsatz mit Christusfigur und verzierenden Vasen, die gerade noch in die dahinter befindliche Himmelfahrtsdarstellung hineinragen. Aus der Ferne verschmelzen beide Altaraufbauten zu einer Einheit. Eine rotmarmorne Kommunionbank trennt den leicht erhöhten Altarbereich vom Kirchenschiff ab. Genau darüber, am Chorbogen befindet sich eine Stuckfigurengruppe, die den heiligen Augustinus in der Glorie zeigt.
Auf der gegenüberliegenden Seite der Vierung, an der Öffnung zum Langhaus hin, befindet sich auf 1721 datierte das Wappen des Rohrer Propstes während der Erbauungszeit der Kirche, Patritius von Heydon. In den beiden Querarmen befindet sich je ein gerundeter Seitenaltar mit Säulenaufbau, ebenfalls durch eine Kommunionbank abgetrennt. Die Anlehnung an die Gestaltung des Chorraumes ist unverkennbar. Die Konzeption der Seitenaltäre und die Stuckfiguren werden Egid Quirin Asam zugeschrieben, die Aufbauten entstanden 1721 oder 1722 und damit ein bis zwei Jahre vor dem Hochaltar. Der nördliche (linke) Seitenaltar enthält ein Altarblatt mit einer Darstellung der Apostelfürsten Petrus und Paulus, auf dem sich der Erschaffer Cosmas Damian Asam als junger Mann mit rotem Mantel und Hut mit Federbusch selbst verewigt hat. Bei den flankierenden Stuckfiguren handelt es sich um die Heiligen Georg (links) und Florian (rechts). Der südliche (rechte) Seitenaltar zeigt ein Gemälde von der Apotheose des heiligen Josef aus dem Jahr 1721, gefertigt von dem Landshuter Maler Johann Jakob Plezger. Im Tabernakel wird eine Kopie des gotischen Gnadenbildes aus der Abteikirche Braunau verwahrt. Die Stuckfiguren stellen hier die Heiligen Ambrosius (links) und Monika (rechts) dar.
In der vorderen Seitenkapelle links befindet sich der Rosenkranzaltar, wiederum mit einem Altarblatt von Johann Jakob Plezger. In der dahinter liegenden Seitenkapelle, gegenüber dem ehemaligen Seiteneingang der Kirche, steht der besonders ausgezeichnete Nepomukaltar. Das Altarblatt stammt aus der Werkstatt Cosmas Damian Asams. Es ist von vier Stuckfiguren umgeben, die als allegorische Darstellung der vier Kardinaltugenden Weisheit (unten links), Mäßigkeit (unten rechts), Gerechtigkeit (oben links) und Tapferkeit (oben rechts) gesehen werden können. In der hinteren Seitenkapelle links befindet sich ein Apollonia-Bild, welches ebenfalls aus der Werkstatt Cosmas Damian Asams stammen dürfte. In der vorderen Seitenkapelle rechts befindet sich ein dem heiligen Augustinus geweihter Altar, der seit 1982 ein von Cosmas Damian Asam 1720 gemaltes Bild enthält. Dargestellt ist das Wasserwunder des heiligen Korbinian. Das Gemälde befand sich ursprünglich in der ehemaligen Korbinianskapelle des Klosters Weihenstephan. Zuvor befand sich an gleicher Stelle bereits ein im 19. Jahrhundert entstandenes Bild des heiligen Sebastian im Nazarenerstil. Die mittlere Seitenkapelle enthielt bis zur Säkularisation den heute zugemauerten Zugang zur Kirche vom Konventgebäude. Heute sind hier ein Gemälde von der Verklärung Christi von einem unbekannten Künstler und der romanische Taufstein aus dem 13. Jahrhundert untergebracht. Die hintere rechte Seitenkapelle enthält den Christophorus-Altar mit der Kopie einer Figur des heiligen Benedikt vom Portal der Abteikirche Braunau.
Die Kanzel am hinteren rechten Eck der Vierung ist nicht zeitgleich mit der übrigen Ausstattung entstanden. Das Werk eines unbekannten Meisters wird auf die Zeit zwischen 1730 und 1740 datiert. Auf dem Schalldeckel thront eine Figur des heiligen Augustinus, am Korpus sind Figuren der vier Evangelisten zu sehen. An die Nordseite des Chores schließt sich die kreisrunde Annakapelle an, die der Erbauer der Kirche wohl als sein späteres Mausoleum anlegen ließ. Es befinden sich hier das barock umrahmte Grabmal Heydons, das Epitaph von Ludwig Wisman, dem Erbauer der barocken Klosteranlage, mit einem Rokokorahmen und das Grabmal von Dominik Prokop († 1970), dem ersten Abt der im 20. Jahrhundert neu belebten Benediktinerabtei Rohr. Der Altar aus der Zeit um 1720 ist der schlichten Handwerkskunst des ländlichen Barocks zuzuordnen.

## Orgel

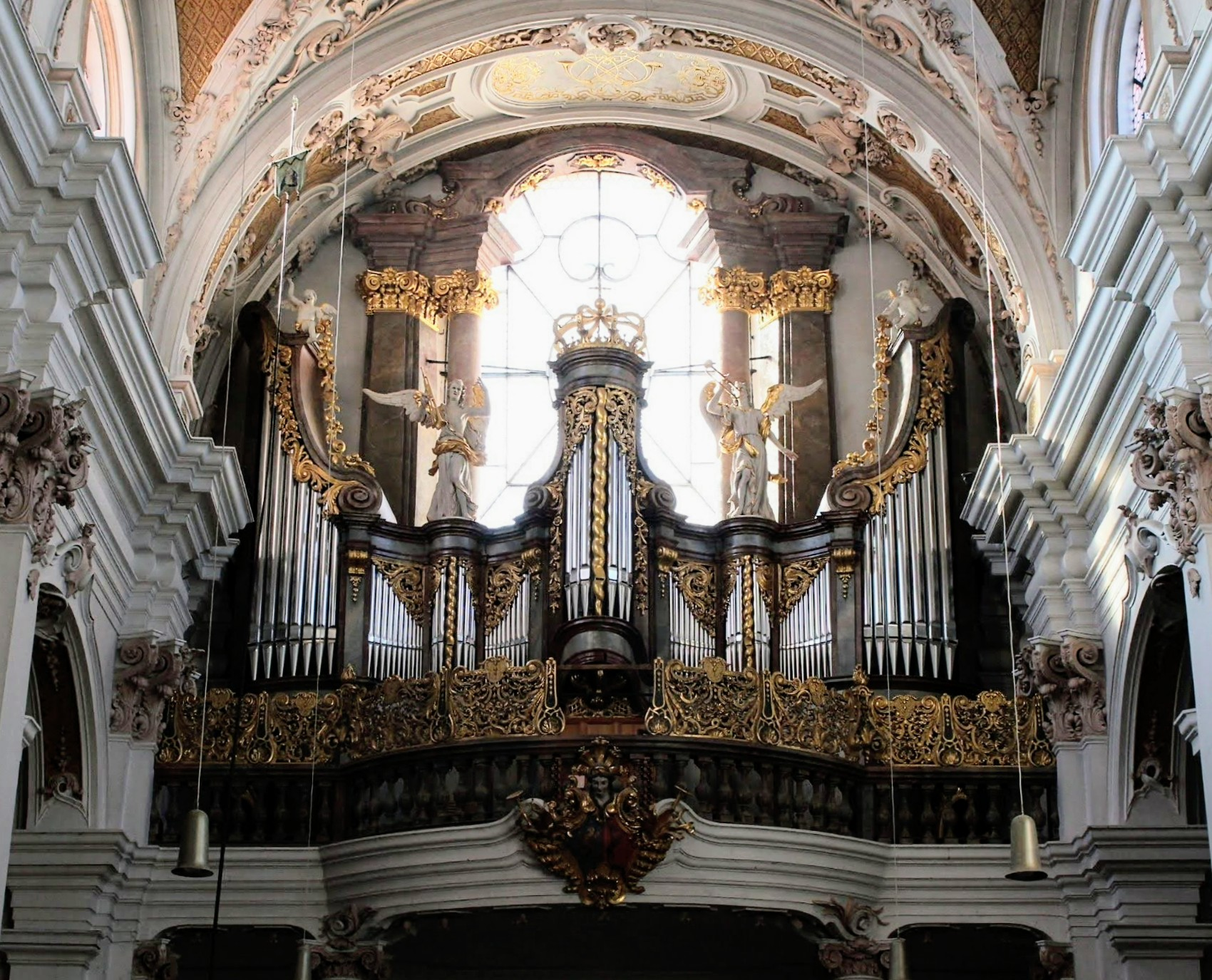
Orgel der Asamkirche mit barockem Prospekt

### Brandenstein-Orgel von 1725
Die erste Orgel der Klosterkirche aus dem Jahr 1725 stammte von Johann Konrad Brandenstein. Das Instrument umfasste 14 Register auf einem Manual und Pedal. Die Disposition lautete wie folgt:
| I Manual |            |    |
| 1.       | Principal  | 8′ |
| 2.       | Bordun     | 8′ |
| 3.       | Coppel     | 8′ |
| 4.       | Gamba      | 8′ |
| 5.       | Octav      | 4′ |
| 6.       | Flöte      | 4′ |
| 7.       | Quint      | 3′ |
| 8.       | Superoctav | 2′ |
| 9.       | Mixtur IV  | 3′ |

| Pedal |               |       |
| 10.   | Subbaß        | 16′   |
| 11.   | Octavbaß      | 8′    |
| 12.   | Quintbaß      | 6′    |
| 13.   | Superoctav    | 4′    |
| 14.   | Mixturbaß III | 1 ⁄2′ |

- Koppeln: Pedalkoppel

### Siemann-Orgel von 1901
Das barocke Gehäuse, das von dem rückwärtigen Fenster in der Westfassade beleuchtet wird, wurde bei den verschiedenen Um- und Neubaumaßnahmen im Laufe der Zeit stets belassen. 1901 erbaute Willibald Siemann mit seinem Opus 104 ein Instrument mit pneumatischen Kegelladen. Es besaß zehn Register auf zwei Manualen und Pedal in folgender Disposition:
| I Manual |           |       |
| 1.       | Bourdon   | 16′   |
| 2.       | Principal | 8′    |
| 3.       | Gamba     | 8′    |
| 4.       | Octave    | 4′    |
| 5.       | Mixtur IV | 2 ⁄3′ |

| II Manual |               |    |
| 6.        | Gedeckt       | 8′ |
| 7.        | Salicional    | 8′ |
| 8.        | Vox coelestis | 8′ |
| 9.        | Traversflöte  | 4′ |

| Pedal |        |     |
| 10.   | Subbaß | 16′ |

- Koppeln: II/I, II/P, I/P, Oktavkoppel

### Nenninger-Orgel von 1958
Im Jahr 1958 erhielt die neu eingerichtete Benediktinerabtei eine Orgel von Guido Nenninger mit insgesamt 32 Registern auf drei Manualen und Pedal. Die Disposition lautete folgendermaßen:

| I Manual C–g3 |           |       |
| 1.            | Principal | 8′    |
| 2.            | Gedackt   | 8′    |
| 3.            | Octav     | 4′    |
| 4.            | Gemshorn  | 4′    |
| 5.            | Waldflöte | 2′    |
| 6.            | Mixtur V  | 1 ⁄3′ |
| 7.            | Trompete  | 8′    |

| II Manual C–g3 |            |        |
| 8.             | Bordun     | 16′    |
| 9.             | Hohlflöte  | 8′     |
| 10.            | Salicional | 8′     |
| 11.            | Principal  | 4′     |
| 12.            | Quintade   | 4′     |
| 13.            | Nazard     | 2 ⁄3′  |
| 14.            | Schwegel   | 2′     |
| 15.            | Terz       | 1 3⁄5′ |
| 16.            | Septime    | 1 ⁄7′  |
| 17.            | Octav      | 1′     |
| 18.            | Scharf IV  | 1′     |
| 19.            | Krummhorn  | 8′     |

| III Manual C–g3 |            |       |
| 20.             | Copel      | 8′    |
| 21.             | Blockflöte | 4′    |
| 22.             | Principal  | 2′    |
| 23.             | Sifflöte   | 1 ⁄3′ |
| 24.             | Zimbel III | 1⁄2′  |
| 25.             | Musette    | 8′    |

| Pedal C–f1 |             |        |
| 26.        | Subbaß      | 16′    |
| 27.        | Octavbaß    | 8′     |
| 28.        | Gedecktbaß  | 8′     |
| 29.        | Choralbaß   | 4′     |
| 30.        | Bauernflöte | 2′     |
| 31.        | Zink III    | 3 1⁄5′ |
| 32.        | Posaune     | 16′    |

- Koppeln: I/II, I/III, I/P, II/P, III/P

### Metzler-Orgel von 2006
Die derzeitige Orgel erbaute die Schweizer Firma Metzler Orgelbau im Jahr 2006. Sie besitzt 26 Register (plus eine Extension und zwei Transmissionen) auf zwei Manualen und Pedal. Als Sachverständiger der Diözese Regensburg fungierte Gerhard Siegl. Die Disposition des Schleifladeninstrumentes mit mechanischer Spiel- und Registertraktur lautet wie folgt:
| I Hauptwerk C–g3 |            |       |
| 1.               | Bourdon    | 16′   |
| 2.               | Principal  | 8′    |
| 3.               | Viola      | 8′    |
| 4.               | Flauto     | 8′    |
| 5.               | Octave     | 4′    |
| 6.               | Holzflöte  | 4′    |
| 7.               | Quinte     | 2 ⁄3′ |
| 8.               | Superoctav | 2′    |
| 9.               | Mixtur IV  | 1 ⁄3′ |
| 10.              | Cornet III | ab f0 |
| 11.              | Trompete   | 8′    |

| II Positiv C–g3 |                 |                |
| 12.             | Rohrflöte       | 8′             |
| 13.             | Gamba           | 8′             |
| 14.             | Schwebung       | 8′             |
| 15.             | Principal       | 4′             |
| 16.             | Traversflöte    | 4′             |
| 17.             | Sesquialtera II | 2 ⁄3′ + 1 3⁄5′ |
| 18.             | Octave          | 2′             |
| 19.             | Blockflöte      | 2′             |
| 20.             | Larigot         | 1 ⁄3′          |
| 21.             | Scharf IV       | 1′             |
| 22.             | Krummhorn       | 8′             |

| Pedal C–f1 |               |     |              |
| 23.        | Principalbass | 16′ |              |
|            | Subbass       | 16′ | Transmission |
|            | Octavbass     | 8′  | Verlängerung |
|            | Viola         | 8′  | Transmission |
| 24.        | Choralbass    | 4′  |              |
| 25.        | Posaune       | 16′ |              |
| 26.        | Trompete      | 8′  |              |

- Koppeln: II/I, I/P, II/P
- Spielhilfen: Tremulant

## Glocken
Das sieben Glocken umfassende Geläut ertönt aus dem massigen, 1696 aufgestockten Turm der Klosterkirche. Der hölzerne Glockenstuhl wurde 1697 von dem Zimmerermeister Gregorius Hazy errichtet. Er enthält ein sechsstimmiges Geläut, bestehend aus vier modernen und zwei historischen Glocken, und die kleine Sterbeglocke, die nur solistisch geläutet wird. Die Tonfolge h0–dis1―fis1–gis1–h1–cis1 bildet ein nach oben erweitertes Salve-Regina-Motiv. Die Rohrer Asamkirche beherbergt somit eines der größten Geläute im Landkreis Kelheim. Eine Rarität ist die alte Marienglocke, die drittgrößte Glocke der Klosterkirche, die 1289 gegossen wurde. Trotz ihrer frühen Entstehungszeit und der noch nicht vollendeten Glockenrippe weist sie bereits einen recht geordneten Tonaufbau auf. Die Glocken im Einzelnen sind:
| Nr. | Name                | Gussjahr | Gießer                   | Gewicht [kg] | Durchmesser [mm] | Schlagton | Inschrift | Relief |
| --- | ------------------- | -------- | ------------------------ | ------------ | ---------------- | --------- | --- | --- |
| 1.  | Große Marienglocke  | 1975     | Rudolf Perner, Passau    | 2650         | 1677             | h0        | DU UNSRE LIEBE FRAU VON ROHR, TRAG ALLE BITT’ DEM SOHNE VOR. DU BAYERNS MÄCHTGE SCHUTZFRAU BIST, ZEIG UNS DEN WEG ZU JESUS CHRIST, DEN MIT DEM VATER UND DEM GEIST ALLZEIT DEINE GEMEINDE PREIST. FUDIT RUDOLF PERNER ET FILIUS MAXIMILIAN ANNO SANCTO DOMINI 1975 PASSAU (lat. „Gegossen von Rudolf Perner und Sohn Maximilian im Heiligen Jahr des Herrn 1975 Passau.“) | Mariä Aufnahme in den Himmel, bayerisches Rautenwappen, Wappen der Abtei Braunau in Böhmen, Wappen der politischen Gemeinde Rohr |
| 2.  | Benediktusglocke    | 1974     | Rudolf Perner, Passau    | 1421         | 1352             | dis1      | SANCTE PATER BENEDICTE, PATRONAE EUROPAE INTERCEDE PRO PAROCHIA ET MONASTERIO ROHRENSI. UT IN OMNIBUS GLORIFICETUR DEUS. (lat. „Heiliger Vater Benedikt, Patron Europas, lege Fürsprache ein für Pfarrei und Kloster Rohr. Damit in allem Gott verherrlicht werde.“) | |
| 3.  | Alte Marienglocke   | 1289     | unbekannt                | 1050         | 1229             | fis1      | PRESVL PCLARVS HEINRIC ME ET REYMER + PST ECCYIE DDVNT IN HONORE MARIE + ANNO DNI M CC LXXX IX (lat. etwa „Heinrich, ehrenvoller Bischof, und Reymer, Priester der Kirche, haben mich in Auftrag gegeben zur Ehre Mariens + im Jahr des Herrn 1289“) | |
| 4.  | Wolfgangsglocke     | 1974     | Rudolf Perner, Passau    | 596          | 1010             | gis1      | HEILIGER WOLFGANG, PATRON UNSERER DIÖZESE, BITTE FÜR UNS. ERNEUERT EUREN GEIST UND SINN UND ZIEHT DEN NEUEN MENSCHEN AN, DER NACH GOTT IN WAHRER GERECHTIGKEIT UND HEILIGKEIT GESCHAFFEN IST. FRO(H)LOCKE NUN UND JUBLE LAUT, RÜHM' GOTTES MACHT UND STÄRKE. | |
| 5.  | Apostelglocke       | 1975     | Rudolf Perner, Passau    | 306          | 845              | h1        | IHR HEILIGEN APOSTEL, BITTET FÜR UNS! WIE MICH DER VATER GELIEBT HAT, SO LIEBE ICH EUCH. WIE ER MICH GESANDT HAT, SO SENDE ICH EUCH. | Petrus mit dem Schlüssel, Paulus mit dem Schwert                                                                                 |
| 6.  | Kleine Marienglocke | 1712     | Josef Mayr, Landshut     | 325          | ?                | cis2      | NOS CUM PROLA BENEDIC(AT) VIRGO MARIA (lat. „Möge uns die Jungfrau Maria mit ihrem lieben Kind segnen.“) | |
| 7.  | Sterbeglocke        | 1712 (?) | Josef Mayr, Landshut (?) | 27           | ?                | c3        | | Gekreuzigter Christus mit Maria und Johannes                                                                                     |

## Krippe
Zur Weihnachtszeit wird in einer Seitenkapelle eine figurenreiche, „außergewöhnlich gut erhaltene“ Krippe mit fünf wechselnden Szenen aufgestellt: Geburt Christi – Anbetung der Könige – Darbringung im Tempel – Der zwölfjährige Jesus im Tempel – Hochzeit zu Kana. Die ungefähr 300 Figuren tragen vielfach noch die originale Kleidung, messen 25–30 cm in der Höhe und sind zumeist wohl zwischen 1760 und 1780 entstanden. Die Krippe stammt jedoch nicht aus dem alten Augustiner-Chorherrenstift, sondern wurde erst nach der Säkularisation durch Pfarrer Anton Weigl bei einem Trödler in Stadtamhof erworben; in Rohr ist sie seit 1835/36 nachweisbar.

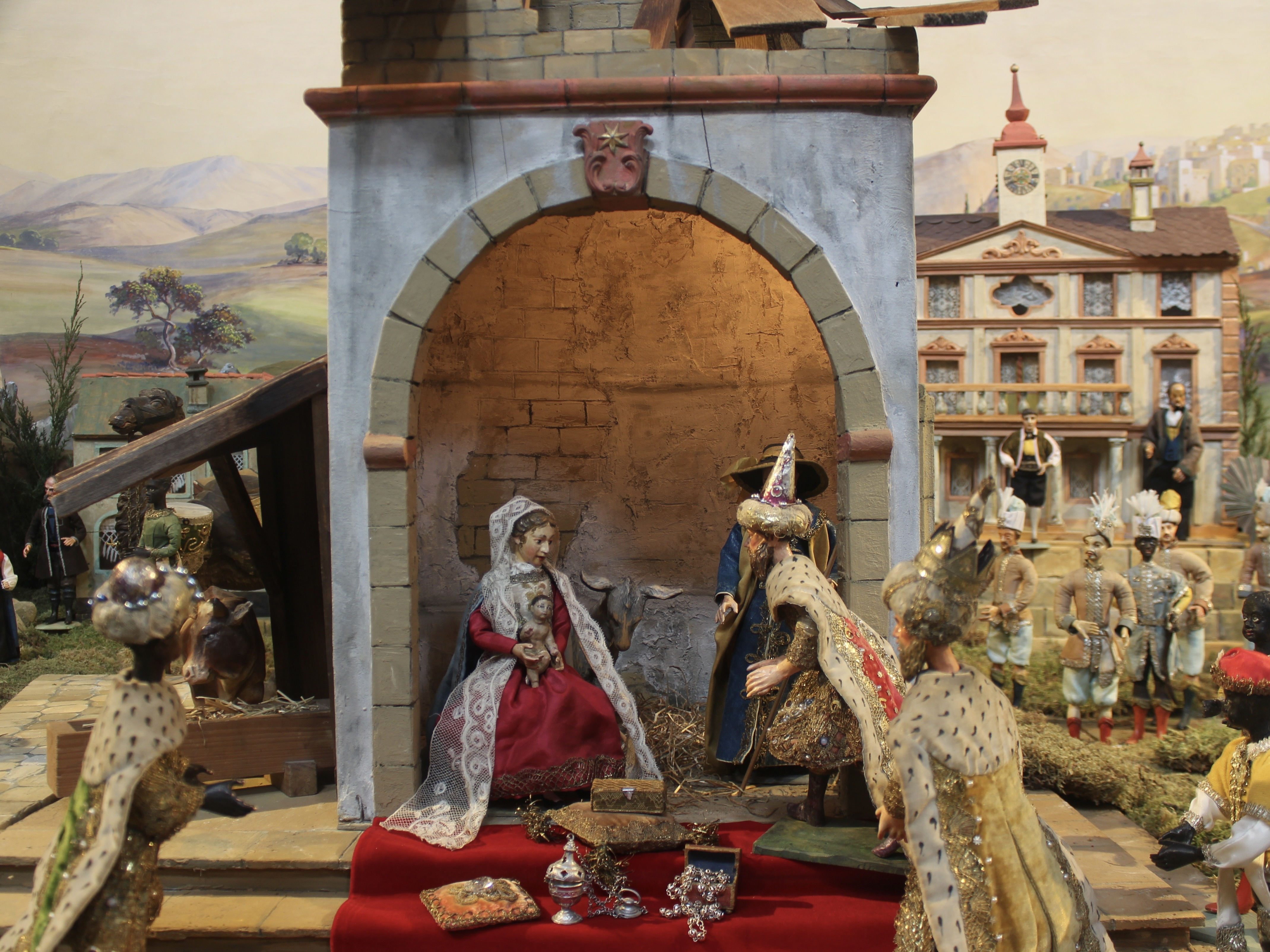
Krippe Klosterkirche Rohr Anbetung der Könige
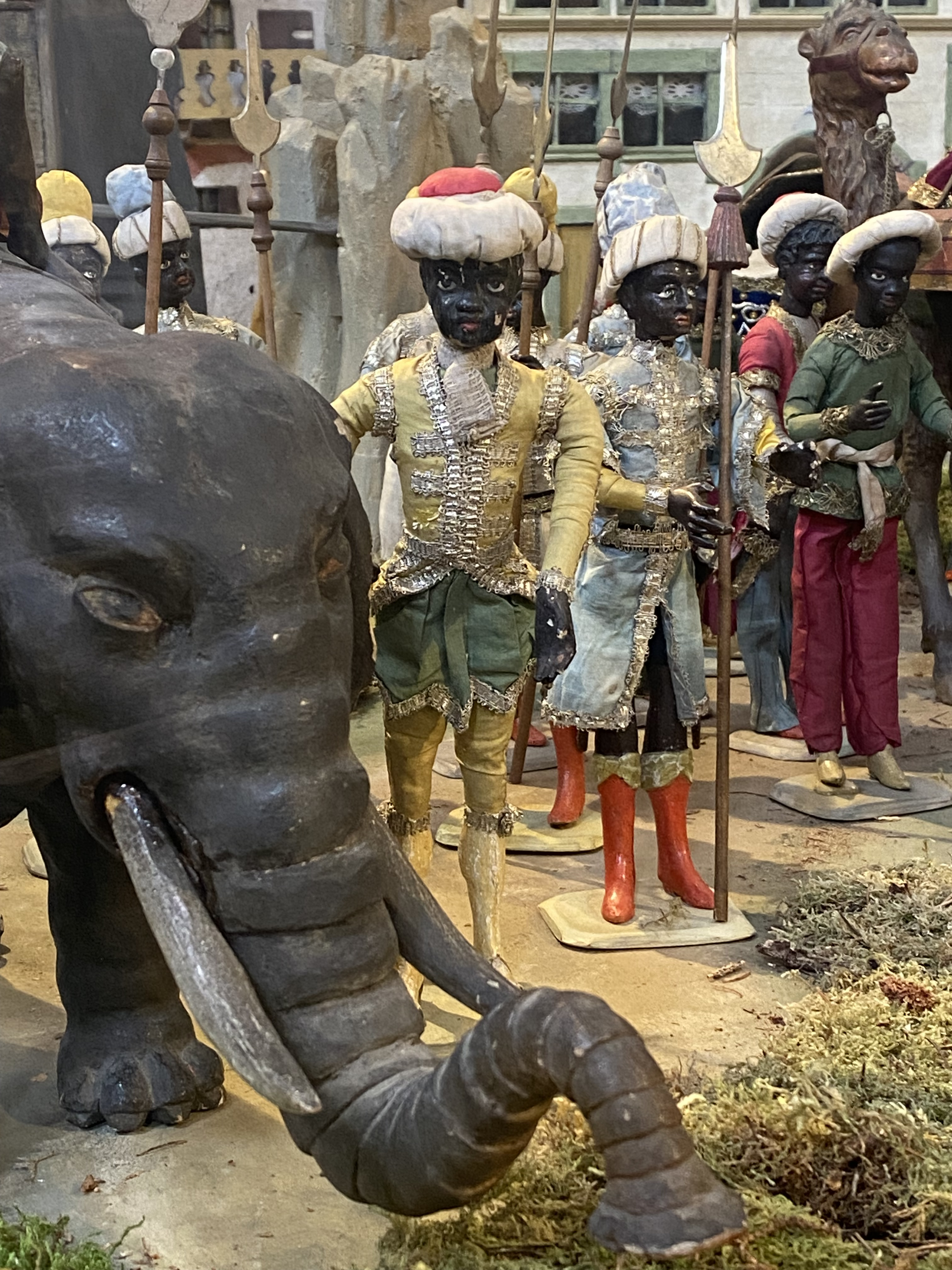
Krippe Klosterkirche Rohr Elefant
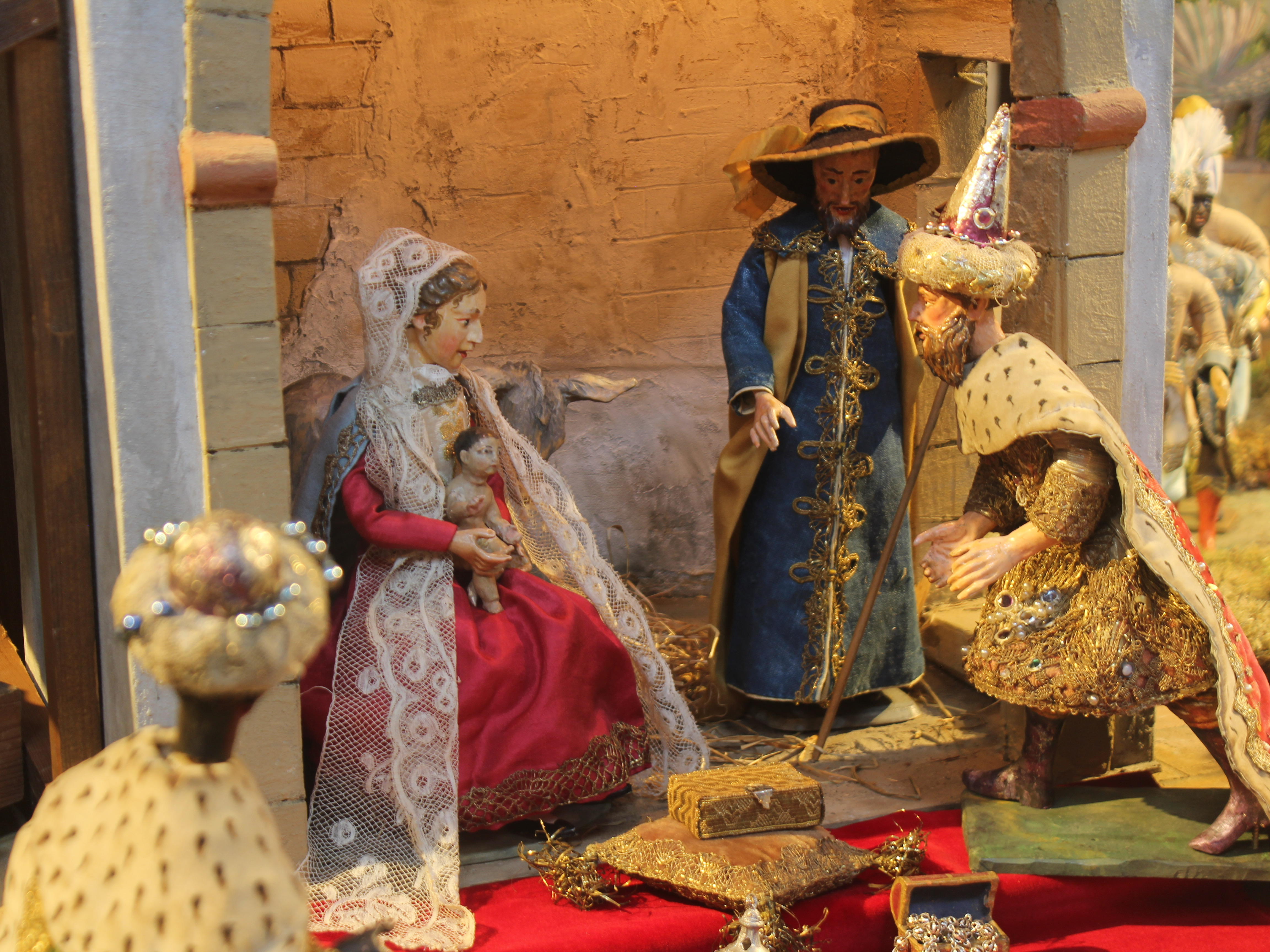
Krippe Klosterkirche Rohr Anbetung der Könige
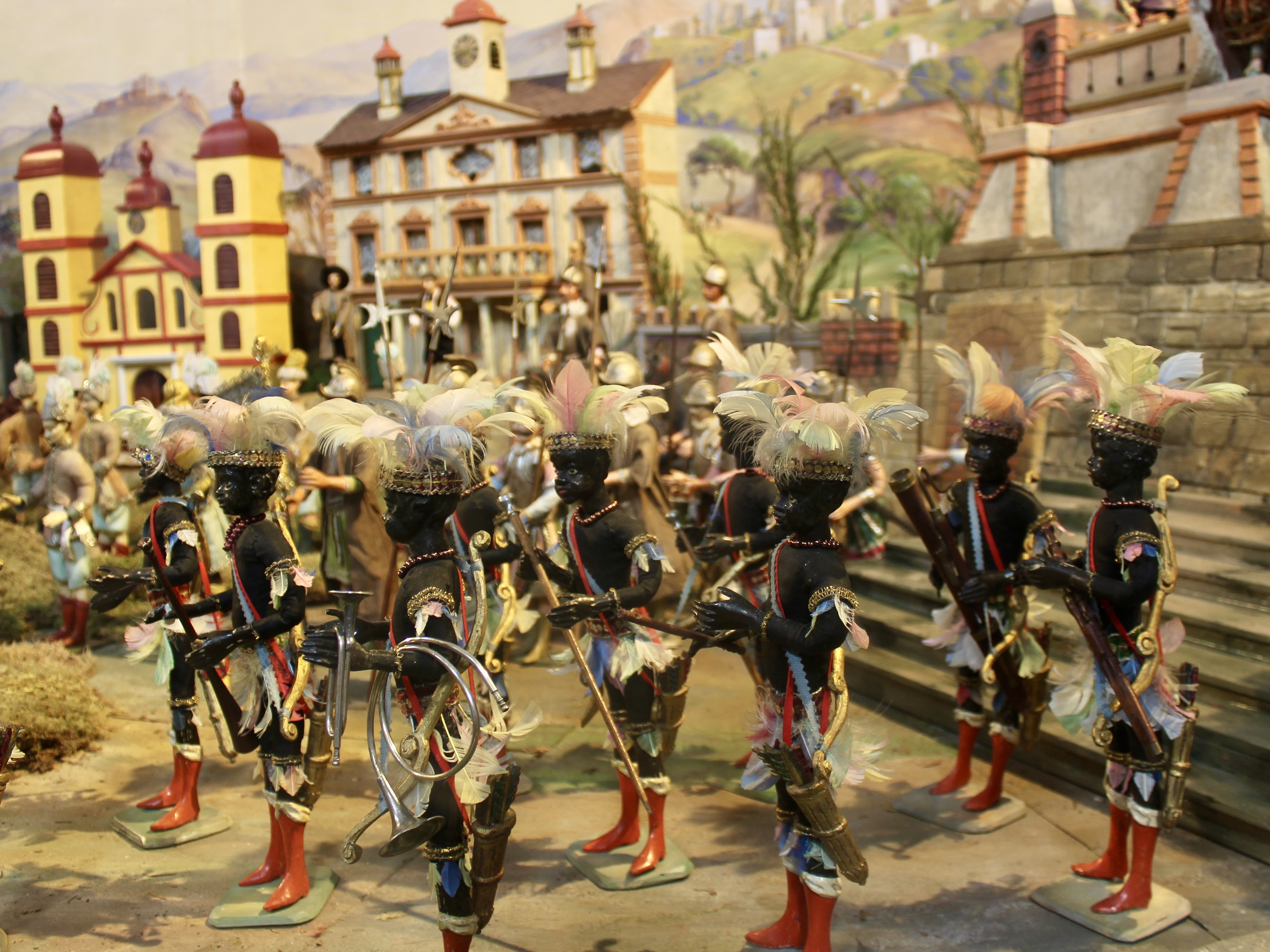
Krippe Klosterkirche Rohr Musikkapelle
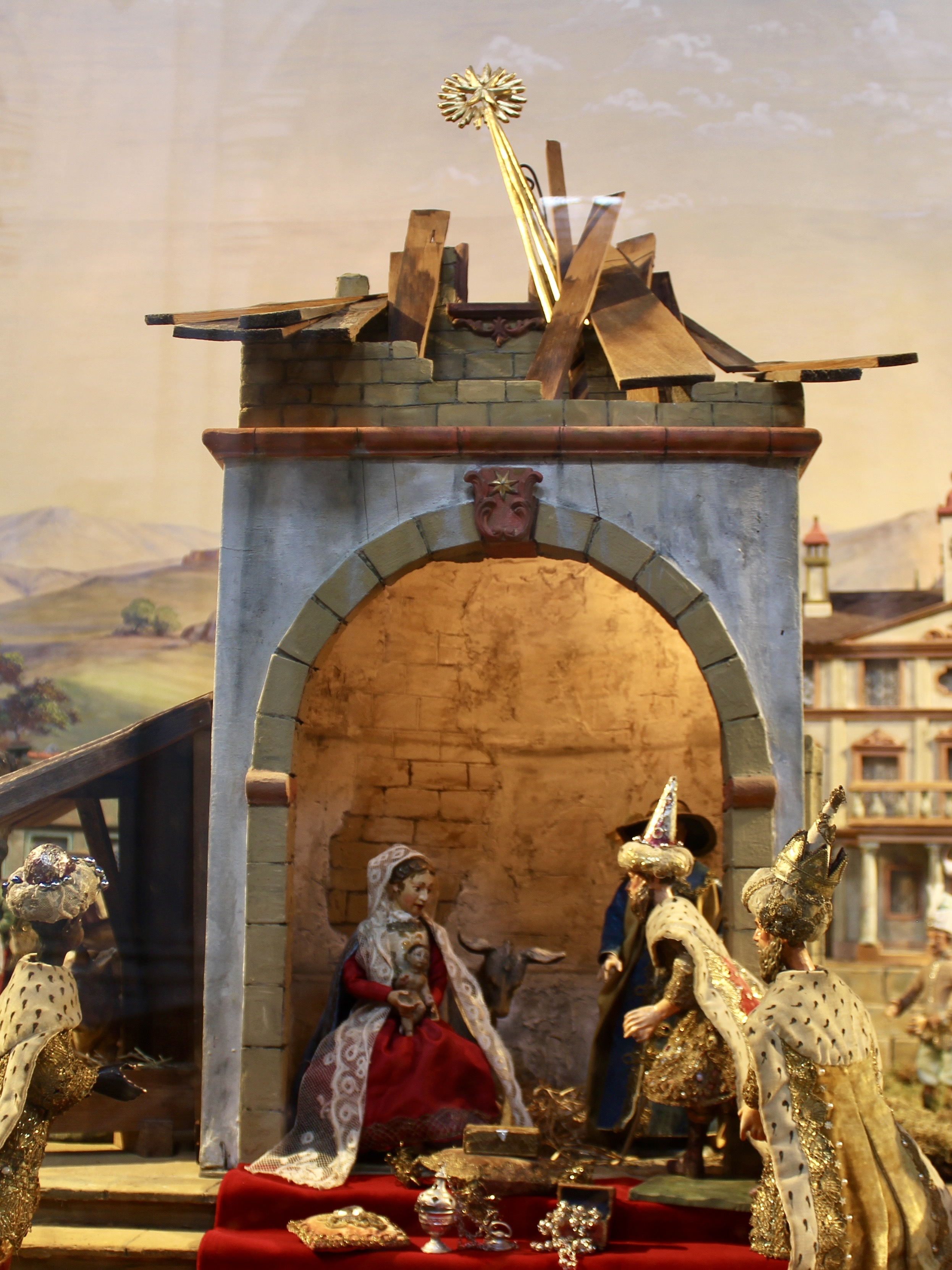
Krippe Klosterkirche Rohr Anbetung der Könige